# Río Odeleite
El río Odeleite (en portugués, ribeira de Odeleite) es un río del suroeste de la península ibérica perteneciente a la cuenca hidrográfica del Guadiana, que discurre por la región del Algarve, en Portugal. 

## Curso
Se origina en las montañas de la Sierra de Caldeirão, concretamente en Vale Maria Dias (37.265N; 7.941W), en el concelho de Loulé, a 463 m de altitud. Atraviesa los municipios de São Brás de Alportel, Tavira, Alcoutín y Castromarín, distrito de Faro, donde desemboca en la margen derecha del río Guadiana junto a la localidad de Foz de Odeleite. Hay un embalse de agua del mismo nombre debido a la presa creada en el curso del río.
Tiene como afluente al río Foupana.

## Toponimia
Según Adalberto Alves, en su Dicionário de Arabismos da Língua Portuguesa, el origen del topónimo Odeleite es la expresión árabe wâdî layt, "río de los elocuentes", en probable alusión a alguna personalidad de la región.